# Inverzní matice

Matice v součinu jsou navzájem inverzní, protože jsou čtvercové a výsledkem součinu je jednotková matice.

V matematice je inverzní matice, reciproká matice nebo zkráceně inverze k dané regulární matici taková matice, která při součinu s původní maticí dá jednotkovou matici. Inverzní matice k matici {\displaystyle {\boldsymbol {A}}} se značí {\displaystyle {\boldsymbol {A}}^{-1}}. Ne každá čtvercová matice má svou inverzi; invertibilní matice se nazývají regulární matice. Regulární matice reprezentují bijektivní lineární zobrazení a inverzní matice pak odpovídají inverzním zobrazením. Množina regulárních matic pevné velikosti tvoří obecnou lineární grupu s maticovým součinem jako grupovou operací. Inverzní matice je pak odpovídají inverzním prvkům v této grupě.
Inverzní matice se používají v lineární algebře mimo jiné při řešení soustav lineárních rovnic a v některých rozkladech matic. 
Výpočet inverzní matice se nazývá invertování nebo též inverze matice a lze jej provést pomocí Gaussovy–Jordanovy eliminace nebo pomocí adjungované matice. Výpočet inverzní matice je důležitý při řešení řady úloh z lineární algebry, statistiky a dalších oborů aplikované matematiky.

## Definice
Je-li {\displaystyle {\boldsymbol {A}}\in R^{n\times n}} regulární matice se prvky z okruhu s jednotkovým prvkem {\displaystyle R} (v praxi jde obvykle o těleso reálných čísel ), pak odpovídající inverzní maticí je matice {\displaystyle {\boldsymbol {A}}^{-1}\in R^{n\times n}}, pro kterou platí:
{\displaystyle {\boldsymbol {AA}}^{-1}={\boldsymbol {A}}^{-1}{\boldsymbol {A}}=\mathbf {I} _{n}},
kde binární operací je maticový součin a symbol {\displaystyle \mathbf {I} } značí jednotkovou matici stejného řádu {\displaystyle n} jako má matice {\displaystyle {\boldsymbol {A}}}. Je-li {\displaystyle R} je komutativní okruh, těleso nebo i komutativní těleso, jsou obě podmínky ekvivalentní, to znamená, že pravá inverzní matice je zároveň levá inverzní a naopak.

### Ukázka
Inverzní matice k reálné matici řádu 2
{\displaystyle {\boldsymbol {A}}={\begin{pmatrix}2&1\\6&4\end{pmatrix}}}
je
{\displaystyle {\boldsymbol {A}}^{-1}={\begin{pmatrix}2&-{\tfrac {1}{2}}\\-3&1\end{pmatrix}}},
protože platí:
{\displaystyle {\boldsymbol {A}}{\boldsymbol {A}}^{-1}={\begin{pmatrix}2&1\\6&4\end{pmatrix}}{\begin{pmatrix}2&-{\tfrac {1}{2}}\\-3&1\end{pmatrix}}={\begin{pmatrix}4-3&-1+1\\12-12&-3+4\end{pmatrix}}={\begin{pmatrix}1&0\\0&1\end{pmatrix}}=\mathbf {I} _{2}}
Inverzní matice k diagonální matici s prvky {\displaystyle d_{1},\ldots ,d_{n}\neq 0} na diagonále se získá pomocí převrácených hodnot diagonálních prvků, protože:
{\displaystyle \operatorname {diag} \left(d_{1},\ldots ,d_{n}\right)\cdot \operatorname {diag} \left(d_{1}^{-1},\ldots ,d_{n}^{-1}\right)=\operatorname {diag} \left(1,\ldots ,1\right)=\mathbf {I_{n}} }

## Vlastnosti

### Algebraické vlastnosti
Množina regulárních matic pevného řádu nad okruhem {\displaystyle R} s jednotkovým prvkem a s maticovým součinem jako binární (ne nutně komutativní) operací tvoří grupu, nazývanou obecnou lineární grupu {\displaystyle \operatorname {GL} _{n}(R)}. Jednotková matice je jejím neutrálním prvkem a inverzní matice odpovídají inverzním prvkům. Inverzní matice jednoznačně definovaná a je inverzní zleva i zprava. Jednotková matice je inverzní sama k sobě:
{\displaystyle \mathbf {I} ^{-1}=\mathbf {I} }
Inverze k inverzní matici je opět původní matice:
{\displaystyle \left({\boldsymbol {A}}^{-1}\right)^{-1}={\boldsymbol {A}}}
Matice {\displaystyle {\boldsymbol {A}}} a {\displaystyle {\boldsymbol {A}}^{-1}} se proto nazývají navzájem inverzní. Součin dvou regulárních matic je opět regulární a inverze součinu je součinem příslušných inverzí, ale v opačném pořadí:
{\displaystyle ({\boldsymbol {AB}})^{-1}={\boldsymbol {B}}^{-1}{\boldsymbol {A}}^{-1}}
Pokud lze matici reprezentovat jako součin snadno invertovatelných matic, lze inverzní matici součinu několika matic určit pomocí obecného vzorce:
{\displaystyle ({\boldsymbol {A}}_{1}{\boldsymbol {A}}_{2}\cdots {\boldsymbol {A}}_{k})^{-1}={\boldsymbol {A}}_{k}^{-1}\cdots {\boldsymbol {A}}_{2}^{-1}{\boldsymbol {A}}_{1}^{-1}}
pro {\displaystyle k\in \mathbb {N} } . Vztah platí i pro inverzi mocniny matice:
{\displaystyle \left({\boldsymbol {A}}^{k}\right)^{-1}=\left({\boldsymbol {A}}^{-1}\right)^{k}}
Uvedená matice se obvykle značí {\displaystyle {\boldsymbol {A}}^{-k}}.

### Vlastnosti matic nad tělesy
Pro inverzní matici s prvky z tělesa {\displaystyle T} platí navíc i následující vlastnosti:
- Pro inverzi násobku matice nenulovým skalárem {\displaystyle c\in T} platí:

{\displaystyle (c{\boldsymbol {A}})^{-1}=c^{-1}{\boldsymbol {A}}^{-1}}
- Inverze transpozice matice se rovná transpozici inverzní matice:

{\displaystyle \left({\boldsymbol {A}}^{\mathrm {T} }\right)^{-1}=\left({\boldsymbol {A}}^{-1}\right)^{\mathrm {T} }}
- Totéž platí pro hermitovskou transpozici komplexní matice:

{\displaystyle \left({\boldsymbol {A}}^{\mathrm {H} }\right)^{-1}=\left({\boldsymbol {A}}^{-1}\right)^{\mathrm {H} }}
- Plná hodnost (neboli regularita) matice se při inverzi zachovává:

{\displaystyle \operatorname {rank} \left({\boldsymbol {A}}^{-1}\right)=\operatorname {rank} ({\boldsymbol {A}})=n}
- Pro determinant inverzní matice platí:

{\displaystyle \operatorname {det} \left({\boldsymbol {A}}^{-1}\right)=(\det {\boldsymbol {A}})^{-1}}
- Je {\displaystyle \lambda } vlastní číslo matice {\displaystyle {\boldsymbol {A}}} příslušné vlastnímu vektoru {\displaystyle {\boldsymbol {x}}}, pak {\displaystyle \lambda ^{-1}} je vlastní číslo inverzní matice {\displaystyle {\boldsymbol {A}}^{-1}} a přísluší stejnému vlastnímu vektoru {\displaystyle {\boldsymbol {x}}} . Uvedený vztah lze geometricky interpretovat tak, že směr vektoru {\displaystyle {\boldsymbol {x}}} zůstává zachován při zobrazení odpovídajícímu matici {\displaystyle {\boldsymbol {A}}} i při jemu inverznímu zobrazení odpovídajícímu {\displaystyle {\boldsymbol {A}}^{-1}}.

### Invarianty
Některé regulární matice si při inverzi zachovávají své další vlastnosti, například:
- horní a dolní trojúhelníkové matice a striktně horní a dolní trojúhelníkové matice,
- pozitivně definitní a negativně definitní matice,
- symetrické, persymetrické, bisymetrické a středově symetrické matice,
- unimodulární a celočíselné unimodulární matice.

## Výpočet
V následujících odstavcích se pro jednoduchost předpokládá, že prvky matice náleží komutativnímu tělesu, aby bylo vždy možné provést příslušné aritmetické operace.

### Gaussova–Jordanova eliminace

#### Reprezentace rovnic
Hledaná inverzní matice {\displaystyle {\boldsymbol {A}}^{-1}} je řešením maticové rovnice {\displaystyle {\boldsymbol {AX}}=\mathbf {I} }:
{\displaystyle {\begin{pmatrix}a_{11}&\ldots &a_{1n}\\\vdots &~&\vdots \\a_{n1}&\ldots &a_{nn}\end{pmatrix}}{\begin{pmatrix}x_{11}&\ldots &x_{1n}\\\vdots &~&\vdots \\x_{n1}&\ldots &x_{nn}\end{pmatrix}}={\begin{pmatrix}1&~&0\\~&\ddots &~\\0&~&1\end{pmatrix}}}
Výpočet {\displaystyle j}-tého sloupce {\displaystyle {\boldsymbol {x}}_{j}} inverzní matice odpovídá vyřešení soustavy lineárních rovnic {\displaystyle {\boldsymbol {Ax}}_{j}={\boldsymbol {e}}_{j}}, kde na pravé straně je {\displaystyle j}-tý vektor {\displaystyle {\boldsymbol {e}}_{j}} přirozené báze. Inverzní matici lze pak sestavit ze sloupců  {\displaystyle {\boldsymbol {x}}_{j}=(x_{1j},x_{2j},\dots ,x_{nj})^{\mathrm {T} }} předpisem:
{\displaystyle {\boldsymbol {A}}^{-1}={\boldsymbol {X}}=\left({\boldsymbol {x}}_{1}~|~{\boldsymbol {x}}_{2}~|~\ldots ~|~{\boldsymbol {x}}_{n}\right)}

#### Postup
Inverzní matici lze efektivně spočítat pomocí Gaussovy–Jordanovy eliminace. Hlavní myšlenkou postupu je řešit {\displaystyle n} soustav lineárních rovnic {\displaystyle {\boldsymbol {Ax}}_{j}={\boldsymbol {e}}_{j}} současně. K tomuto účelu se nejprve matice koeficientů {\displaystyle {\boldsymbol {A}}} rozšíří o jednotkovou matici {\displaystyle \mathbf {I} } na blokovou matici:
{\displaystyle (\,{\boldsymbol {A}}\,|\,\mathbf {I} \,)=\left({\begin{array}{ccc|ccc}a_{11}&\ldots &a_{1n}\,&\,1&~&0\\\vdots &~&\vdots \,&\,~&\ddots &~\\a_{n1}&\ldots &a_{nn}\,&\,0&~&1\end{array}}\right)}
Poté je matice {\displaystyle {\boldsymbol {A}}} převedena do horního trojúhelníkového tvaru pomocí elementárních řádkových úprav, přičemž jednotková matice {\displaystyle \mathbf {I} } je upravována též:
{\displaystyle (\,{\boldsymbol {D}}\,|\,{\boldsymbol {B}}\,)=\left({\begin{array}{ccc|ccc}\,*\,&\ldots &\,*\,\,&\,\,*\,&\ldots &\,*\,\\~&\ddots &\vdots \,&\,\vdots &~&\vdots \\0&~&\,*\,\,&\,\,*\,&\ldots &\,*\,\end{array}}\right)}
V tomto okamžiku je možné rozhodnout, zda {\displaystyle {\boldsymbol {A}}} má inverzní matici. Matice {\displaystyle {\boldsymbol {A}}} je invertibilní, právě když matice {\displaystyle {\boldsymbol {D}}} neobsahuje nulu na hlavní diagonále. V takovém případě lze matici {\displaystyle {\boldsymbol {D}}} nejprve převést na diagonální tvar pomocí dalších elementárních řádkových úprav a poté ji vhodným škálováním řádků převést na jednotkovou matici. Výsledný tvar blokové matice je: 
{\displaystyle (\,\mathbf {I} \,|\,{\boldsymbol {A}}^{-1}\,)=\left({\begin{array}{ccc|ccc}1&~&0\,&\,x_{11}&\ldots &x_{1n}\\~&\ddots &~\,&\,\vdots &~&\vdots \\0&~&1\,&\,x_{n1}&\ldots &x_{nn}\end{array}}\right)},
kde na pravé straně je hledaná inverzní matice {\displaystyle {\boldsymbol {A}}^{-1}}.

#### Ukázky
Inverzní matice k reálné matici
{\displaystyle {\boldsymbol {A}}={\begin{pmatrix}1&2\\2&3\end{pmatrix}}}
lze získat následujícím provedením Gaussovy–Jordanovy eliminace:
{\displaystyle \left({\begin{array}{cc|cc}1&2\,&\,1&0\\{\color {BrickRed}2}&3\,&\,0&1\end{array}}\right)\rightarrow \left({\begin{array}{cc|cc}1&{\color {OliveGreen}2}\,&\,1&0\\0&-1\,&\,-2&1\end{array}}\right)\rightarrow \left({\begin{array}{cc|cc}1&0\,&\,-3&2\\0&{\color {Blue}-1}\,&\,-2&1\end{array}}\right)\rightarrow \left({\begin{array}{cc|cc}1&0\,&\,-3&2\\0&1\,&\,2&-1\end{array}}\right)}
Nejprv je eliminována {\displaystyle \color {BrickRed}2} pod diagonálou, což se provede odečtením dvojnásobku prvního řádku od druhého řádku. Potom je eliminována {\displaystyle \color {OliveGreen}2} nad diagonálou, což se provede přičtením dvojnásobku druhého řádku k prvnímu řádku. V posledním kroku je pak druhý diagonální prvek normalizován na jedničku, což znamená, že se druhý řádek se vynásobí {\displaystyle \color {Blue}-1}. Inverzní maticí k {\displaystyle {\boldsymbol {A}}} je:
{\displaystyle {\boldsymbol {A}}^{-1}={\begin{pmatrix}-3&2\\2&-1\end{pmatrix}}}
Inverzní matice k reálné matici
{\displaystyle {\boldsymbol {A}}={\begin{pmatrix}1&2&0\\2&4&1\\2&1&0\end{pmatrix}}}
lze získat následujícím provedením Gaussovy–Jordanovy eliminace: Nejprve jsou eliminovány dvě {\displaystyle \color {BrickRed}2} v prvním sloupci, což se provede odečtením dvojnásobku prvního řádku. Nyní je druhý prvek na diagonále roven {\displaystyle 0}, proto se druhý řádek se zamění za třetí, což vede na horní trojúhelníkovou matici:
{\displaystyle \left({\begin{array}{ccc|ccc}1&2&0\,&\,1&0&0\\{\color {BrickRed}2}&4&1\,&\,0&1&0\\{\color {BrickRed}2}&1&0\,&\,0&0&1\end{array}}\right)\rightarrow \left({\begin{array}{ccc|ccc}1&2&0\,&\,1&0&0\\0&0&1\,&\,-2&1&0\\0&{\color {BrickRed}-3}&0\,&\,-2&0&1\end{array}}\right)\rightarrow \left({\begin{array}{ccc|ccc}1&2&0\,&\,1&0&0\\0&-3&0\,&\,-2&0&1\\0&0&1\,&\,-2&1&0\end{array}}\right)}.
Získaná matice {\displaystyle {\boldsymbol {D}}} je regulární, stejně jako {\displaystyle {\boldsymbol {A}}}. Nyní zbývá eliminovat {\displaystyle \color {OliveGreen}2} nad diagonálou, což se provede přičtením dvou třetin druhého řádku k prvnímu, a druhý řádek vydělit {\displaystyle \color {Blue}-3}:
{\displaystyle \left({\begin{array}{ccc|ccc}1&{\color {OliveGreen}2}&0\,&\,1&0&0\\0&-3&0\,&\,-2&0&1\\0&0&1\,&\,-2&1&0\end{array}}\right)\rightarrow \left({\begin{array}{ccc|ccc}{\color {Blue}1}&0&0\,&\,-{\tfrac {1}{3}}&0&{\tfrac {2}{3}}\\0&{\color {Blue}-3}&0\,&\,-2&0&1\\0&0&1\,&\,-2&1&0\end{array}}\right)\rightarrow \left({\begin{array}{ccc|ccc}1&0&0\,&\,-{\tfrac {1}{3}}&0&{\tfrac {2}{3}}\\0&1&0\,&\,{\tfrac {2}{3}}&0&-{\tfrac {1}{3}}\\0&0&1\,&\,-2&1&0\end{array}}\right)}.
Inverzní matice k {\displaystyle {\boldsymbol {A}}} je:
{\displaystyle {\boldsymbol {A}}^{-1}={\begin{pmatrix}-{\tfrac {1}{3}}&0&{\tfrac {2}{3}}\\{\tfrac {2}{3}}&0&-{\tfrac {1}{3}}\\-2&1&0\end{pmatrix}}={\frac {1}{3}}{\begin{pmatrix}-1&0&2\\2&0&-1\\-6&3&0\end{pmatrix}}}

#### Korektnost
Fakt, že Gaussova–Jordanova eliminace poskytuje inverzní matici, lze dokázat následovně: Jsou-li elementární matice, se kterými matice {\displaystyle {\boldsymbol {A}}} se pomocí {\displaystyle k} elementárních úprav převede na jednotkovou matici označeny {\displaystyle {\boldsymbol {E}}_{1},\ldots ,{\boldsymbol {E}}_{k}}, pak platí:
{\displaystyle \mathbf {I} ={\boldsymbol {E}}_{k}\cdots {\boldsymbol {E}}_{2}{\boldsymbol {E}}_{1}{\boldsymbol {A}}}
Nyní lze obě strany této rovnosti vynásobit zprava maticí {\displaystyle {\boldsymbol {A}}^{-1}}, což dává:
{\displaystyle {\boldsymbol {A}}^{-1}={\boldsymbol {E}}_{k}\cdots {\boldsymbol {E}}_{2}{\boldsymbol {E}}_{1}\mathbf {I} }
Je-li matice {\displaystyle {\boldsymbol {A}}} převedena na jednotkovou matici vynásobením zleva několika elementárními maticemi, pak jednotková matice vynásobená stejnou posloupností elementárních matic dává inverzní matici {\displaystyle {\boldsymbol {A}}^{-1}}.

#### Numerické záležitosti
Pro zvýšení numerické přesnosti se při výpočtech na počítačích provádí obvykle pivotace prvků. 
Výpočet inverze k matici řádu {\displaystyle n} Gaussovou–Jordanovou eliminací má časovou složitost {\displaystyle O(n^{3})}. 

### Adjungovaná matice
Pomocí determinantu {\displaystyle \det \mathbf {A} }matice a adjungované matice {\displaystyle \mathop {\mathrm {adj} } \mathbf {A} } (sestavené z algebraických doplňků) je možné najít inverzní matici použitím vzorce: {\displaystyle \mathbf {A} ^{-1}={\frac {1}{\det \mathbf {A} }}\mathop {\mathrm {adj} } \mathbf {A} }
Uvedený postup umožňuje přímý výpočet každého z prvků inverzní matice. Matice {\displaystyle \mathbf {A} ^{-1}} má v {\displaystyle i}-tém řádku a {\displaystyle j}-tém sloupci prvek {\displaystyle {\frac {(-1)^{i+j}\det \mathbf {A} _{ji}}{\det \mathbf {A} }}}, kde {\displaystyle \mathbf {A} _{ji}} je submatice získaná z matice {\displaystyle \mathbf {A} } vynecháním {\displaystyle j}-tého řádku a {\displaystyle i}-tého sloupce.
Vztah vyplývá z Cramerova pravidla, pomocí nějž lze přímo zapsat řešení soustavy {\displaystyle {\boldsymbol {Ax}}_{j}={\boldsymbol {e}}_{j}}:
{\displaystyle x_{ij}={\frac {\det {\boldsymbol {A}}_{i}}{\det {\boldsymbol {A}}}}},
kde matice {\displaystyle {\boldsymbol {A}}_{i}} vznikne nahrazením {\displaystyle i}-tého sloupce vektorem {\displaystyle {\boldsymbol {e}}_{j}}. Laplaceův rozvoj determinantu v čitateli podle {\displaystyle i}-tého sloupce vede ke vztahu:
{\displaystyle x_{ij}={\frac {(-1)^{i+j}\det {\boldsymbol {A}}_{ji}}{\det {\boldsymbol {A}}}}},
kde {\displaystyle {\boldsymbol {A}}_{ij}} značí podmatici matice {\displaystyle {\boldsymbol {A}}} vzniklou odstraněním {\displaystyle i} -tého řádku a {\displaystyle j}-tého sloupce (pozor na záměnu pořadí indexů {\displaystyle i} a {\displaystyle j} ). Subdeterminanty {\displaystyle \det {\boldsymbol {A}}_{ij}} jsou také nazývány minory určené maticí {\displaystyle {\boldsymbol {A}}}. Čísla
{\displaystyle x_{ij}'=(-1)^{i+j}\det {\boldsymbol {A}}_{ij}}
se nazývají kofaktory matice {\displaystyle {\boldsymbol {A}}} a dohromady tvoří kofaktorovou matici {\displaystyle (\operatorname {cof} {\boldsymbol {A}})_{ij}=x_{ij}'}. Transpozice kofaktorové matice se nazývá adjungovaná matice k matici {\displaystyle {\boldsymbol {A}}} a značí se {\displaystyle \operatorname {adj} {\boldsymbol {A}}}. Pomocí adjungované matice lze inverzní matici zapsat vztahem:
{\displaystyle {\boldsymbol {A}}^{-1}={\frac {1}{\det {\boldsymbol {A}}}}\operatorname {adj} {\boldsymbol {A}}}
Uvedený vzorec platí i pro matice s prvky z komutativního okruhu s jednotkou za předpokladu, že {\displaystyle \det {\boldsymbol {A}}} je jednotkou v daném okruhu.

#### Vzorce pro matice řádů 2 a 3
Pro matice řádu 2 platí vzorec:
{\displaystyle {\begin{pmatrix}a&b\\c&d\end{pmatrix}}^{-1}={\frac {1}{\det {\boldsymbol {A}}}}{\begin{pmatrix}d&-b\\-c&a\end{pmatrix}}={\frac {1}{ad-bc}}{\begin{pmatrix}d&-b\\-c&a\end{pmatrix}}}
Pro matice řádu 3 lze odvodit vzorec:
{\displaystyle {\begin{pmatrix}a&b&c\\d&e&f\\g&h&i\end{pmatrix}}^{-1}={\frac {1}{\det {\boldsymbol {A}}}}{\begin{pmatrix}ei-fh&ch-bi&bf-ce\\fg-di&ai-cg&cd-af\\dh-eg&bg-ah&ae-bd\end{pmatrix}}},
kde {\displaystyle \det {\boldsymbol {A}}} lze vyjádřit např. pomocí Sarrusova pravidla. Uvedeným způsobem lze odvodit vzorce pro inverzi matic vyšších řádů. Jejich zápis i výpočet jsou však příliš složité, a proto se neužívají.

#### Ukázky
Inverzní matice k následující reálné matici řádu 2 je:
{\displaystyle {\begin{pmatrix}1&2\\3&4\end{pmatrix}}^{-1}={\frac {1}{4-6}}\,{\begin{pmatrix}4&-2\\-3&1\end{pmatrix}}={\frac {1}{2}}{\begin{pmatrix}-4&2\\3&-1\end{pmatrix}}}
Inverzní matice k následující reálné matici řádu 3 je:
{\displaystyle {\begin{pmatrix}2&-1&0\\-1&2&-1\\0&-1&2\end{pmatrix}}^{-1}={\frac {1}{8-2-2}}\,{\begin{pmatrix}4-1&2-0&1-0\\2-0&4-0&2-0\\1-0&2-0&4-1\end{pmatrix}}={\frac {1}{4}}{\begin{pmatrix}3&2&1\\2&4&2\\1&2&3\end{pmatrix}}}

#### Výpočetní složitost
Za předpokladu, že výpočet determinantu matice řádu {\displaystyle n} vyžaduje {\displaystyle \omega (n^{2})} aritmetických operací, a každý z {\displaystyle n^{2}} prvků adjungované matice by byl počítán separátně, by uvedený výpočet inverze matice řádu {\displaystyle n} měl časovou složitost {\displaystyle \omega (n^{4})}. 

### Inverze blokové matice
Je-li dána bloková čtvercová matice {\displaystyle {\boldsymbol {M}}={\begin{pmatrix}{\boldsymbol {A}}&{\boldsymbol {B}}\\{\boldsymbol {C}}&{\boldsymbol {D}}\end{pmatrix}}} kde {\displaystyle {\boldsymbol {A}}} i Schurův doplněk {\displaystyle {\boldsymbol {M}}/{\boldsymbol {A}}:={\boldsymbol {D}}-{\boldsymbol {CA}}^{-1}{\boldsymbol {B}}} matice {\displaystyle {\boldsymbol {A}}} v {\displaystyle {\boldsymbol {M}}} jsou regulární matice, pak {\displaystyle {\boldsymbol {M}}} je také regulární matice a platí pro ni:
{\displaystyle {\boldsymbol {M}}={\begin{pmatrix}\mathbf {I} &\mathbf {0} \\{\boldsymbol {CA}}^{-1}&\mathbf {I} \end{pmatrix}}{\begin{pmatrix}{\boldsymbol {A}}&\mathbf {0} \\\mathbf {0} &{\boldsymbol {M}}/{\boldsymbol {A}}\end{pmatrix}}{\begin{pmatrix}\mathbf {I} &{\boldsymbol {A}}^{-1}{\boldsymbol {B}}\\\mathbf {0} &\mathbf {I} \end{pmatrix}}}
Z uvedeného vztahu lze vyjádřit inverzní matici:
{\displaystyle {\begin{aligned}{\boldsymbol {M}}^{-1}&={\begin{pmatrix}\mathbf {I} &{\boldsymbol {A}}^{-1}{\boldsymbol {B}}\\\mathbf {0} &\mathbf {I} \end{pmatrix}}^{-1}{\begin{pmatrix}{\boldsymbol {A}}&\mathbf {0} \\\mathbf {0} &{\boldsymbol {M}}/{\boldsymbol {A}}\end{pmatrix}}^{-1}{\begin{pmatrix}\mathbf {I} &\mathbf {0} \\{\boldsymbol {CA}}^{-1}&\mathbf {I} \end{pmatrix}}^{-1}\\&={\begin{pmatrix}\mathbf {I} &-{\boldsymbol {A}}^{-1}{\boldsymbol {B}}\\\mathbf {0} &\mathbf {I} \end{pmatrix}}{\begin{pmatrix}{\boldsymbol {A}}^{-1}&\mathbf {0} \\\mathbf {0} &({\boldsymbol {M}}/{\boldsymbol {A}})^{-1}\end{pmatrix}}{\begin{pmatrix}\mathbf {I} &\mathbf {0} \\-{\boldsymbol {CA}}^{-1}&\mathbf {I} \end{pmatrix}}\\&={\begin{pmatrix}{\boldsymbol {A}}^{-1}+{\boldsymbol {A}}^{-1}{\boldsymbol {B}}({\boldsymbol {M}}/{\boldsymbol {A}})^{-1}{\boldsymbol {CA}}^{-1}&-{\boldsymbol {A}}^{-1}{\boldsymbol {B}}({\boldsymbol {M}}/{\boldsymbol {A}})^{-1}\\-({\boldsymbol {M}}/{\boldsymbol {A}})^{-1}{\boldsymbol {CA}}^{-1}&({\boldsymbol {M}}/{\boldsymbol {A}})^{-1}\end{pmatrix}}\end{aligned}}}
Jsou-li naopak {\displaystyle {\boldsymbol {D}}} i Schurův doplněk {\displaystyle {\boldsymbol {M}}/{\boldsymbol {D}}:={\boldsymbol {A}}-{\boldsymbol {BD}}^{-1}{\boldsymbol {C}}} matice {\displaystyle {\boldsymbol {D}}} v {\displaystyle {\boldsymbol {M}}} regulární, pak platí:
{\displaystyle {\boldsymbol {M}}={\begin{pmatrix}\mathbf {I} &{\boldsymbol {BD}}^{-1}\\\mathbf {0} &\mathbf {I} \end{pmatrix}}{\begin{pmatrix}{\boldsymbol {M}}/{\boldsymbol {D}}&\mathbf {0} \\\mathbf {0} &{\boldsymbol {D}}\end{pmatrix}}{\begin{pmatrix}\mathbf {I} &\mathbf {0} \\{\boldsymbol {D}}^{-1}{\boldsymbol {C}}&\mathbf {I} \end{pmatrix}}}
a pro inverzní matici: 
{\displaystyle {\begin{aligned}{\boldsymbol {M}}^{-1}&={\begin{pmatrix}\mathbf {I} &\mathbf {0} \\{\boldsymbol {D}}^{-1}{\boldsymbol {C}}&\mathbf {I} \end{pmatrix}}^{-1}{\begin{pmatrix}{\boldsymbol {M}}/{\boldsymbol {D}}&\mathbf {0} \\\mathbf {0} &{\boldsymbol {D}}\end{pmatrix}}^{-1}{\begin{pmatrix}\mathbf {I} &{\boldsymbol {BD}}^{-1}\\\mathbf {0} &\mathbf {I} \end{pmatrix}}^{-1}\\&={\begin{pmatrix}\mathbf {I} &\mathbf {0} \\-{\boldsymbol {D}}^{-1}{\boldsymbol {C}}&\mathbf {I} \end{pmatrix}}{\begin{pmatrix}({\boldsymbol {M}}/{\boldsymbol {D}})^{-1}&\mathbf {0} \\\mathbf {0} &{\boldsymbol {D}}^{-1}\end{pmatrix}}{\begin{pmatrix}\mathbf {I} &-{\boldsymbol {BD}}^{-1}\\\mathbf {0} &\mathbf {I} \end{pmatrix}}\\&={\begin{pmatrix}({\boldsymbol {M}}/{\boldsymbol {D}})^{-1}&-({\boldsymbol {M}}/{\boldsymbol {D}})^{-1}{\boldsymbol {BD}}^{-1}\\-{\boldsymbol {D}}^{-1}{\boldsymbol {C}}({\boldsymbol {M}}/{\boldsymbol {D}})^{-1}&{\boldsymbol {D}}^{-1}+{\boldsymbol {D}}^{-1}{\boldsymbol {C}}({\boldsymbol {M}}/{\boldsymbol {D}})^{-1}{\boldsymbol {BD}}^{-1}\end{pmatrix}}\end{aligned}}}
Uvedené vzorce lze využít k paměťově efektivnímu výpočtu inverzí matic velkých rozměrů.

### Charakteristický polynom
Inverzní matici lze vyjádřit i pomocí charakteristického polynomu. Je-li {\displaystyle {\boldsymbol {A}}\in T^{n\times n}} regulární čtvercová matice a {\displaystyle \chi _{\boldsymbol {A}}(t)=c_{0}+c_{1}t+c_{2}t^{2}+\dots +c_{n}t^{n}} je její charakteristický polynom, pak platí:
{\displaystyle {\boldsymbol {A}}^{-1}=-{\frac {1}{\det {\boldsymbol {A}}}}\left(c_{1}\mathbf {I} _{n}+c_{2}{\boldsymbol {A}}+\dots +c_{n}{\boldsymbol {A}}^{n-1}\right)}
Dosazení matice do polynomu je obdobou dosazení reálného čísla s tím rozdílem, že se používají maticové operace pro součet, násobek i mocninu. {\displaystyle \mathbf {I} _{n}} značí jednotkovou matici řádu {\displaystyle n}.
Vztah vyplývá z Cayleyho–Hamiltonovy věty, která tvrdí, že dosazení matice do svého charakteristického polynomu má vždy za výsledek nulovou matici:
{\displaystyle \chi _{\boldsymbol {A}}({\boldsymbol {A}})=\mathbf {0} \,\,\Longleftrightarrow \,\,c_{0}\mathbf {I} _{n}+\sum _{i=1}^{n}c_{i}{\boldsymbol {A}}^{i}=\mathbf {0} \,\,\Longleftrightarrow \,\,-c_{0}\mathbf {I} _{n}={\boldsymbol {A}}\cdot \sum _{i=1}^{n}c_{i}{\boldsymbol {A}}^{i-1}\,\,\Longleftrightarrow \,\,{\boldsymbol {A}}^{-1}=\displaystyle -{\frac {1}{c_{0}}}\sum _{i=1}^{n}c_{i}{\boldsymbol {A}}^{i-1}}

#### Ukázka
Charakteristický polynom matice {\displaystyle {\boldsymbol {A}}={\begin{pmatrix}3&2&5\\1&1&3\\2&4&6\end{pmatrix}}} řádu 3 je kubický polynom {\displaystyle \chi _{\boldsymbol {A}}(t)=t^{3}-10t^{2}+3t+8}.
Dosazení do vzorce dává:
{\displaystyle {\begin{aligned}{\boldsymbol {A}}^{-1}&=-{\frac {1}{c_{0}}}\sum _{i=1}^{n}c_{i}{\boldsymbol {A}}^{i-1}\\\\&=-{\frac {1}{c_{0}}}\left(c_{1}\mathbf {I} _{3}+c_{2}{\boldsymbol {A}}+c_{3}{\boldsymbol {A}}^{2}\right)\\\\&=-{\frac {1}{8}}\left(3\cdot {\begin{pmatrix}1&0&0\\0&1&0\\0&0&1\end{pmatrix}}-10\cdot {\begin{pmatrix}3&2&5\\1&1&3\\2&4&6\end{pmatrix}}+1\cdot {\begin{pmatrix}21&28&51\\10&15&26\\22&32&58\end{pmatrix}}\right)\\\\&=-{\frac {1}{8}}{\begin{pmatrix}-6&8&1\\0&8&-4\\2&-8&1\end{pmatrix}}\end{aligned}}}

### Numerické záležitosti
Obecně se v numerické matematice soustavy lineárních rovnic tvaru {\displaystyle {\boldsymbol {Ax}}={\boldsymbol {b}}} s regulární {\displaystyle {\boldsymbol {A}}} neřeší pomocí inverzní matice
{\displaystyle {\boldsymbol {x}}={\boldsymbol {A}}^{-1}{\boldsymbol {b}}},
ale pomocí speciálních metod pro soustavy lineárních rovnic (viz Numerická lineární algebra). Metoda výpočtu pomocí inverze je nejen mnohem složitější, ale i  méně stabilní. Zejména pro velmi velké matice se pak používají aproximační metody. Možným přístupem je Neumannova řada, která aproximuje inverzní matici pomocí nekonečné řady
{\displaystyle {\boldsymbol {A}}^{-1}=\sum _{k=0}^{\infty }(\mathbf {I} -{\boldsymbol {A}})^{k}}
za předpokladu, že řada konverguje. Částečný součet řady poskytuje přibližnou hodnotu inverzní matice. Pro speciální matice, jako jsou pásmové matice nebo Toeplitzovy matice, existují i jiné účinné metody výpočtu inverze.

## Použití

### Řešení lineárních algebraických rovnic
Inverzní matici lze využít k řešení některých lineárních algebraických rovnic s maticemi.
Je-li matice {\displaystyle \mathbf {A} } regulární, pak řešení rovnice {\displaystyle \mathbf {AX} =\mathbf {B} } lze popsat přímo vztahem {\displaystyle \mathbf {X} =\mathbf {A} ^{-1}\mathbf {B} }.

### Speciální matice
Pomocí inverzní matice lze charakterizovat následující třídy matic:
- U samoinverzních matic je inverze rovna původní matici: {\displaystyle {\boldsymbol {A}}^{-1}={\boldsymbol {A}}},
- u ortogonálních matic se inverze shoduje s transpozici: {\displaystyle {\boldsymbol {A}}^{-1}={\boldsymbol {A}}^{\mathrm {T} }},
- u unitárních matic se inverzní rovná hermitovské transpozici: {\displaystyle {\boldsymbol {A}}^{-1}={\boldsymbol {A}}^{\mathrm {H} }}.

Inverzi lze určit přímo např. pro diagonální matice, Frobeniovy matice, Hilbertovy matice a tridiagonální Toeplitzovy matice.

### Matice inverzního zobrazení
Jsou-li dány {\displaystyle V} a {\displaystyle W} dva {\displaystyle n}-dimenzionální vektorové prostory nad tělesem {\displaystyle T} a bijektivní lineární zobrazení {\displaystyle f\colon V\to W}, pak jemu inverzní zobrazení {\displaystyle f^{-1}\colon W\to V} je definováno vztahem:
{\displaystyle f^{-1}\circ f=f\circ f^{-1}=\operatorname {id} },
kde {\displaystyle \operatorname {id} } představuje identické zobrazení. Pro matice zobrazení {\displaystyle {\boldsymbol {A}}_{f},{\boldsymbol {A}}_{f^{-1}}\in T^{n\times n}} (vzhledem k pevně zvoleným bázím prostorů {\displaystyle V} a {\displaystyle W}) pak platí vztah:
{\displaystyle {\boldsymbol {A}}_{f^{-1}}={\boldsymbol {A}}_{f}^{-1}}
Matice inverzního zobrazení je inverzní k matici původního zobrazení.

### Duální báze
Je {\displaystyle V} konečně-rozměrný vektorový prostor nad tělesem {\displaystyle T}, pak odpovídající duální prostor {\displaystyle V^{\ast }} je vektorový prostor lineárních funkcionálů {\displaystyle V\to T} . Je-li {\displaystyle \{v_{1},\ldots ,v_{n}\}} báze prostoru {\displaystyle V}, pak odpovídající duální bázi {\displaystyle \{v_{1}^{\ast },\ldots ,v_{n}^{\ast }\}} prostoru {\displaystyle V^{\ast }} lze charakterizovat pomocí Kroneckerova delta:
{\displaystyle v_{i}^{\ast }(v_{j})=\delta _{ij}},
kde {\displaystyle i,j\in \{1,\dots ,n\}}. Jestliže {\displaystyle {\boldsymbol {A}}_{v}=(x_{1}\mid \ldots \mid x_{n})} je matice složená z vektorů souřadnic vektorů {\displaystyle \{v_{1},\ldots ,v_{n}\}}, pak odpovídající duální matice {\displaystyle {\boldsymbol {A}}_{v^{\ast }}=(x_{1}^{\ast }\mid \ldots \mid x_{n}^{\ast })^{\mathrm {T} }} splňuje:
{\displaystyle {\boldsymbol {A}}_{v^{\ast }}={\boldsymbol {A}}_{v}^{-1}}
Matice souřadnic vektorů duální báze je tedy inverzní maticí k matici souřadnic vektorů primární báze.

### Jiné aplikace
Inverzní matice se také používají v lineární algebře, mimo jiné:
- Ve vztazích ekvivalence, například podobnost a ekvivalence matic,
- pro normální formy matic, například Jordanovu normální formu nebo Frobeniovu normální formu,
- v maticových rozkladech, například pro Singulární rozklad,
- při výpočtu podmíněnosti matice regulárních matic.

## Zobecnění
Pro singulární a obdélníkové matice lze sestrojit tzv. pseudoinverzi matice.